# Округ Ботетот (Вирџинија)
Ботетот (енгл. Botetourt County) је округ у америчкој савезној држави Вирџинија.

## Демографија
По попису из 2010. године број становника је 33.148, што је 2.652 (8,7%) становника више него 2000. године.
| Група             | 2000.          | 2010.          |
| Белци             | 28.833 (94,5%) | 31.212 (94,2%) |
| Афроамериканци    | 1.073 (3,5%)   | 1.005 (3,0%)   |
| Азијати           | 144 (0,5%)     | 175 (0,5%)     |
| Хиспаноамериканци | 181 (0,6%)     | 356 (1,1%)     |
| Укупно            | 30.496         | 33.148         |